# 華北白眼蝶
華北白眼蝶（學名：Melanargia epimede）是屬於蛺蝶科眼蝶亞科的一種蝴蝶，是白眼蝶屬的一種。分佈於中國東北（吉林、遼寧、雲南、西藏、陝西）、蒙古東部和韓國。

## 外型
展翅寬55至65毫米，雌蝶體型比雄蝶稍大。翅膀白色，翅脈和零碎的斑紋呈黑褐色。後翅翅底有6個眼斑。

## 習性
生活於海拔700至1200米的林地，喜愛訪花。出現於6至8月。幼蟲的寄主為禾本科剪股穎屬的A. perennans。

## 腳註
1. 1 2  許家珠、魏煥志、賴平芳. . 中國: 陝西科學技術出版社. 2010年6月. ISBN 9787536947801 （中文（简体））.
2. ↑  백유현, 권민철, 김현우. . 韓國: 황소걸음. 2007. ISBN 9788989370543 （韩语）.
3. ↑  Tuzov, Bogdanov, Devyatkin, Kaabak, Korolev, Murzin, Samodurov, Tarasov, 1997 Guide to the Butterflies of Russia and adjacent territories: Hesperiidae, Papilionidae, Pieridae, Satyridae Butts. Russia adj. terr. 1

## 外部連結
- 维基共享资源上的相關多媒體資源：華北白眼蝶
- Melanargia epimede （页面存档备份，存于） - funet.fi